# Sumalee Montano
Sumalee Montano (Columbus (Ohio), 3 augustus 1972) is een Amerikaanse stemactrice en actrice.

## Biografie
Montano studeerde in 1993 af aan de Harvard-universiteit in Cambridge (Massachusetts). Voordat zij als actrice ging werken was zij actief als financieel analiste voor een investeringsbank in Hongkong. 
Montano begon in 1999 als stemactrice voor het computerspel Space Channel 5. Hierna heeft zij nog meer rollen gespeeld als actrice en stemactrice in meerdere computerspellen, (animatie)films en (animatie)televisieseries.

## Filmografie

### Films
Uitgezonderd korte films.
- 2022 Mortal Kombat Legends: Snow Blind - als Kindra (stem)
- 2022 The Deal - als Tala Bayani
- 2022 Marmaduke - als Amy (stem)
- 2021 PAW Patrol: The Movie - als diverse stemmen
- 2021 Wish Dragon - als buurvrouw / poema (stemmen)
- 2020 Dragons: Rescue Riders: Secrets of the Songwing - als Fathom (stem)
- 2019 Justice League vs. the Fatal Five - als Emerald Empress (stem)
- 2016 10 Cloverfield Lane - als stem op radio
- 2015 Justice League: Throne of Atlantis - als Mera (stem)
- 2013 Transformers Prime Beast Hunters: Predacons Rising – als Arcee (stem)
- 2012 Superman vs. The Elite – als nieuwslezeres (stem)
- 2012 County – als Malea
- 2011 Losing Control – als Breanne Lee
- 2009 Eating Out: All You Can Eat – als Pam
- 2008 Hancock – als nieuwslezeres
- 2007 Final Approach – als ATF agente
- 2007 Choose Connor – als nieuwslezeres
- 2006 Danika – als nieuwsverslaggeefster
- 2006 McBride: Fallen Idol – als verkoopster
- 2003 Swing – als Carol
- 2003 Save It for Later – als Sara
- 2002 Minority Report – als pratende billboard
- 2002 Cherish – als officier Montano
- 2002 Teknolust – als Nelia

### Televisieseries
Uitgezonderd eenmalige gastrollen.
- 2021-2023 The Ghost and Molly McGee - als Sharon McGee / moeder (stemmen) - 17 afl.
- 2022 Dragon Age: Absolution - als Hira / Enrichetta (stemmen) - 6 afl.
- 2019-2022 The Casagrandes - als Maria (stem) - 32 afl.
- 2022 Samurai Rabbit: The Usagi Chronicles - als diverse stemmen - 11 afl.
- 2021 The Lost Symbol - als Inoue Sato - 10 afl.
- 2020-2021 Cleopatra in Space - als Khepra / Khepra / Misti (stemmen) - 9 afl.
- 2020 Star Trek: Picard - als Marisol Asha - 3 afl.
- 2019-2020 Star Wars Resistance - als agente Tierny (stem) - 12 afl.
- 2019 Cleopatra in Space - als administrateur Khepra (stem) - 4 afl.
- 2018-2019 Spider-Man - als Yuri Watanabe (stem) - 6 afl.
- 2019 Kung Fu Panda: The Paws of Destiny - als diverse stemmen - 13 afl.
- 2017-2019 The Loud House - als mrs. Santiago (stem) - 9 afl.
- 2018-2019 S.W.A.T. - als Gwen - 3 afl.
- 2019 How to Get Away with Murder - als FBI agente Nancy Bayer - 2 afl.
- 2018 This Is Us - als dr. Gail Jasper - 3 afl.
- 2018 Voltron: Legendary Defender - als admiraal Sanda (stem) - 6 afl.
- 2018 Animal Kingdom - als Melanie Southards - 2 afl.
- 2018 Critical Role - als Nila - 2 afl.
- 2018 Scandal - als Audrey Campo - 4 afl.
- 2018 Youth & Consequences - als Kate Cutney - 4 afl.
- 2017 NCIS - als Nicole Taggart - 2 afl.
- 2016-2017 Bunnicula - als Fluffy - 2 afl.
- 2016-2017 Veep - als Joyce Cafferty - 3 afl.
- 2017 Days of our Lives - als dr. Ong - 2 afl.
- 2015-2016 Nashville - als dr. Kitley - 4 afl.
- 2013-2014 Beware the Batman – als diverse stemmen – 25 afl.
- 2010-2013 Transformers: Prime – als Arcee (stem) – 58 afl.
- 2013 Touch – als verpleegster Liz – 2 afl.
- 2007-2008 The Young and the Restless – als Dr. Maya Bagano – 5 afl.
- 2007 Cane – als Christine Kim – 2 afl.
- 2005-2007 Close to Home – als Melinda Mallari – 6 afl.
- 2005-2006 The West Wing – als Vinick verslaggeefster – 2 afl.
- 2002-2005 ER – als Duvata Mahal – 10 afl.

### Computerspellen
Selectie: 
- 2022 World of Warcraft: Dragonflight - als stem
- 2022 Return to Monkey Island - als Flair Gorey
- 2021 World of Warcraft: Shadowlands - als stem
- 2020 Miles Morales - als stem
- 2020 Ghost of Tsushima - als Yuna
- 2019 Star Wars Jedi: Fallen Order - als Mari Kosan
- 2019 The Outer Worlds - als Zora Blackwood
- 2019 Gears 5 - als Lahni Kaliso
- 2019 Anthem - als tante Cardea
- 2018 World of Warcraft: Battle for Azeroth - als stem
- 2018 Far Cry 5 - als Lost on Mars DLC
- 2017 Destiny 2 - als Hawthorne
- 2017 For Honor - als Ayu
- 2016 Final Fantasy XV - als stem
- 2016 Call of Duty: Infinite Warfare - als stem
- 2016 Skylanders: Imaginators - als Cali
- 2016 World of Warcraft: Legion - als stem
- 2015 Fallout 4 - als Rachel
- 2015 Skylanders: SuperChargers - als Cali
- 2015 Dragon Age: Inquisition - Trespasser - als ondervraagster
- 2015 Saints Row: Gat out of Hell - als president van Amerika
- 2014 Dragon Age: Inquisition - als ondervraagster
- 2014 World of Warcraft: Warlords of Draenor - als stem
- 2014 Skylanders: Trap Team - als Cali
- 2014 Diablo III: Reaper of Souls – als Eirena
- 2013 Call of Duty: Ghosts – als stem
- 2013 Skylanders: Swap Force – als Cali
- 2013 Saints Row IV – als presidente van Amerika
- 2013 The Last of Us – als stem
- 2012 Sonic & All-Stars Racing Transformed – als Pudding
- 2012 Skylanders: Giants – als Cali
- 2012 World of Warcraft: Mists of Pandaria – als Liu Flameheart . Suna Silentstrike / Sun Tenderheart
- 2012 Guild Wars 2 – als Marjory Delaqua / Janis
- 2012 Diablo III – als Eirena
- 2012 Mass Effect 3 – als Nyreen Kandros
- 2011 Skylanders: Spyro's Adventure – als Cali
- 2011 Dead Island – als Yerema
- 2011 Call of Juarez: The Cartel – als Shane Dickson
- 2010 APB: All Points Bulletin – als actrice
- 2007 Crime Scene Investigation – als Liz Schmidt / Nicole Simms
- 2006 CSI: 3 Dimensions of Murder – als Lucy Canelli / Maya Nguyen
- 2003 Star Wars: Knights of the Old Republic – als Lashowe / Belaya / Rahasia Sandral
- 2003 The Sims: Superstar – als Sim
- 2000 The World Is Not Enough – als Elektra King

- Library of Congress Control Number: no2015114235
- Virtual International Authority File: 317118789
- WorldCat: E39PBJfh84qGgvTmWx4RTqtFrq